# Húsafelli (Eysturoy)
Húsafelli è una montagna alta 626 metri sul mare situata sull'isola di Eysturoy, nell'arcipelago delle Isole Fær Øer, in Danimarca.